# Formations forestières et herbacées des Alpes internes
Formations forestières et herbacées des Alpes internes este o arie protejată (sit de importanță comunitară — SCI) din Franța întinsă pe o suprafață de 1.560,1 ha, integral pe uscat.

## Localizare
Centrul sitului Formations forestières et herbacées des Alpes internes este situat la coordonatele 45°17′38″N 6°52′12″E / 45.29389°N 6.87°E.

## Înființare
Situl Formations forestières et herbacées des Alpes internes a fost declarat arie specială de conservare în baza directivei 92/43 din 1992 referitoare la conservarea habitatelor naturale și a faunei și florei sălbatice pentru a proteja 1 specie de plante și 2 specii de animale.

## Biodiversitate
Situată în ecoregiunea alpină, aria protejată conține 13 habitate naturale: Pajiști alpine și boreale, Pajiști alpine și subalpine calcaroase, Fânețe montane, Grohotișuri calcaroase și de șisturi calcaroase de la nivelul montan până la nivelul alpin (Thlaspietea rotundifolii), Pante stâncoase calcaroase cu vegetație casmofită, Păduri acidofile de Picea de la nivel montan la nivel alpin (Vaccinio-Piceetea), Păduri montane și subalpine de Pinus uncinata (* dezvoltate pe substrat gipsos sau calcaros), Mlaștini alcaline, Grohotișuri termofile și vest-mediteraneene, Pante stâncoase silicioase cu vegetație casmofită, Păduri aluvionare cu Alnus glutinosa și Fraxinus excelsior (Alno-Padion, Alnion incanae, Salicion albae), Râuri de munte și vegetația lor lemnoasă cu Salix elaeagnos, Pajiști uscate seminaturale și facies de acoperire cu tufișuri pe substraturi calcaroase (Festuco-Brometalia) (* situri importante pentru orhidee).
La baza desemnării sitului se află mai multe specii protejate:
- plante (1): papucul doamnei (Cypripedium calceolus)
- mamifere (1): lupul (Canis lupus)
- nevertebrate (1): fluturele auriu (Euphydryas aurinia)